# 鬼武者2
『鬼武者2』（おにむしゃ2、英：Onimusha 2: Samurai's Destiny）は2002年3月7日にカプコンからPlayStation 2用タイトルとして発売された戦国サバイバルアクションゲーム。鬼武者シリーズの第2作。
前作『鬼武者』における明智左馬介と幻魔の戦いから13年後が舞台。主人公は柳生十兵衛（本作の設定では後の石舟斎宗厳）となっている。テーマソングは布袋寅泰の『RUSSIAN ROULETTE』。初回プレス版にはこの曲のPVが映像特典として収録されていた。国内累計出荷本数は110万本、全世界累計販売本数はシリーズ最高の210万本。
2025年5月23日には、グラフィックを高画質化したリマスター版『鬼武者2』が発売された。対応ハードはPlayStation 4、Nintendo Switch、Xbox One、PC（Steam）の4機種。新要素として高難易度の「修羅」モードやギャラリーモード、オートセーブ機能などが追加されている。

## システム
本作では鬼の力は鬼の一族から授けられたのではなく、鬼の一族（＝柳生一族）の末裔として初めから鬼の力を持っていたという設定である。新たな力を得る際には龍を模した祠より入手する。十兵衛は「体力」「鬼力」「魂」の3つの値を有しており、体力値がゼロになるか、仕掛けを突破できず罠にはまるとゲームオーバーになる。敵を倒すための攻撃方法として、十兵衛は刀などの武器や蹴りのほか、鬼の力を帯びた武器を装備し、鬼力を消費することで「鬼戦術」という特殊攻撃が行え、鬼の力を帯びた武器で力を溜めると奥義を放つことができる。また補助武器として弓・銃があるほか、前作同様に必殺攻撃として「一閃」「弾き一閃」を使用できる。敵を倒すことで赤・青・黄・紫の内いずれかの魂が出現し、紫の魂を5つ吸収することで十兵衛は「鬼武者変身」し、一定時間無敵状態となることができる。
育成要素として武器や防具の強化が行える。強化は赤の魂を消費することで行う。
前作ではプレイヤーキャラクターは2人だったが、今回は4人の仲間「小谷のお邑」「風魔小太郎」「雑賀孫市」「安国寺恵瓊」と交代しながら進むことができ、合計5人を操作できる。ただし十兵衛以外では強化は行えず、鬼武者変身もできない。交代するか否かはそのキャラクターの好感度によって変化し、十兵衛が動けなくなった場面で交代する。キャラクターとの会話時の表情や挙動をもとにアイテムを渡してコミュニケーションを取り、好感度を上げられる。それに伴い本作ではアイテムの入手や買い物とそれに伴う資金集めが必要になったが、交流をしてキャラクターとの好感度が高い場合、ボス戦時などに援護に現れ強力な戦力となる。なお本作の安国寺恵瓊は槍の使い手だが、実際の恵瓊は外交僧として活躍した人物であり、本作の恵瓊のモデルは宝蔵院胤舜に近い。
今回もクリア特典として次回予告（『鬼武者3』）が入っていた。また他のクリア特典として黒のスーツにシャッポ姿の松田優作を操るミニゲーム「黒いスーツの男」が登場する。

## あらすじ
前作にて幻魔の力で蘇った織田信長だったが、明智左馬介によって幻魔王が討ち取られたことで、信長が新たに幻魔王となり、天下統一すべく進行を開始する。信長は浅井長政を討伐するために、幻魔に小谷城を攻めるよう命じる。
1573年（天正元年）、主人公の柳生十兵衛は故郷に帰ると、村が織田信長によって襲われたこと、および自身に鬼族の血が流れていることを知る。かつての鬼族と幻魔との戦いから、運命と悟った十兵衛は仲間と出会い共に戦うことで信長の打倒を目指す。

## 登場人物
柳生十兵衛
声 - 大森達也（ハードボイルド工藤）
キャプチャーモデル - 松田優作
主人公。年齢不詳。柳生一族初代当主、また柳生新陰流の開祖（後の柳生石舟斎宗厳）。本シリーズにおける「十兵衛」とは柳生一族当主に受け継がれる幼名という設定であり、一般的に「柳生十兵衛」と呼ばれる柳生十兵衛三厳の祖父に当たるため、本作に登場する十兵衛は隻眼ではない。
柳生一族には鬼の一族の血が流れており、高女の手で鬼の力に目覚めた後は故郷を蹂躙した仇敵・信長を討つ旅に出る。左馬助とは異なり、鬼の篭手がなくとも左手の文様から幻魔の魂を封じ込めることができる。岐阜城での決戦では信長の魂が宿った黄金魔神像に対し、旅の中で集めた「聖」「仁」「礼」「和」「勇」の五玉を使うことで真鬼武者へと覚醒し（真鬼武者へ覚醒する際に「鬼よ…鬼の血よ…俺に力を与えろ!!」と言って変身する場面も見られる）、黄金魔神像を破壊して信長を倒した。
小谷のお邑
声 - 沢海陽子
通称オユウ。自らを浅井家・小谷城ゆかりの者と名乗る女剣士。この時代には珍しい、西洋風の甲冑や武器で武装している。年齢は『2』当時20歳。
その正体は、信長の妹で浅井長政の妻、お市の方。信長が浅井家を滅ぼそうとしていると知り、単身今庄を経由して岐阜城へと乗り込むが彼女に執着している藤吉郎に捕まったところを十兵衛に助けられる。脱出後、再び岐阜城に到着した直後に十兵衛の手を掴もうとした所で落下してしまうが、無事に助けられた。彼と共に戦う中で恋心を抱くが、最後には実兄である信長と戦わせまいとした十兵衛から小谷城へ戻るよう言われて別れた後に泣き崩れる。
固有の鬼戦術を使うと、一定時間敵を攻撃して魂を抜き出せるようになる。また、彼女のみ仲が悪くても必ずプレイヤーキャラクターとして使用する。
風魔小太郎
声 - 石田彰
通称コタロウ。北条家お抱えの忍軍・風魔忍軍の若き頭目。年齢は『2』当時17歳。各地で殺戮を続ける信長から同胞を守るため、先手を打ちに単身出郷。今庄で十兵衛と出会う。
母は彼を捨てたと伝えられていたが、本当は我が子を忍者にさせぬよう風魔の里から逃がそうとして殺されていた。その悲しみから目を背けようとした結果、女嫌いになる。オユウのことを、当初は信長の手先ではないかと敵視していたが、後に和解。とても仲が良く、さらに他の同志よりも仲が良ければ幻魔塔でも彼女を助けるが、その直後にギンガムファッツ極の攻撃を受け、オユウに「子供たちの所に帰ってあげてくれ」と言い残し絶命する。
なお、小太郎の名は個人名ではなく、忍軍の頭領に代々受け継がれる呼称。
雑賀孫市
声 - 咲野俊介
通称マゴイチ。紀伊雑賀鉄砲軍団の頭領。年齢は『2』当時33歳。銃の名手だが、剣技にも長ける。常に新たな知識を取り入れることを重要視し、書物を読むことに余念が無い。
強い者に味方する合理主義者。考え方の異なるエケイと何かと対立する。藤吉郎から金を手に入れるために今庄にやってきたことを明かされるが、それは自分の里を信長から守ろうと軍備を拡張するためであった。
とても仲が良く、さらに他の同志よりも仲が良ければ国崩しという砲弾をギンガムファッツ極に撃ち、一撃で倒した後別れを告げる。
安国寺恵瓊
声 - 石住昭彦
通称エケイ。宝蔵院流槍術の名手と名高い僧侶。洞察力に秀でており、敵の行動や作戦を読むのを得意とする。仏門の身でありながら酒と食べ物と女に目が無い。年齢は『2』当時36歳。
過去に武士としてある大名に仕えていたが、戦に敗れて城が落とされた際に妻と娘を失っている。娘の生前、彼女をお姫様にするという約束を交わしたことから、一国一城の主となることを夢見ており、その実現のためならどんなことをも厭わない。また、かつての稲葉山城に入ったこともある。友好関係を築いて相棒にし続ければ、吉川元治とウマがあい毛利家に仕官し、岐阜城・四階広間に来て協力して敵を倒した後、「今が潮時、さらばだ十兵衛。いつかまた会える日を楽しみにしているぞ!」と言って十兵衛と別れる。逆に嫌悪だと、人生に虚しさを覚えたことから「俺は信長に仕えることに決めたぜ」と偽り同じ岐阜城・四階広間に立ちはだかって十兵衛と闘い（この場合、武器は初期のものに自動的に変更されて不可になる）敗れ、最期は「十兵衛、弔いの念仏はいらねェぜ、自分であげるからよ…。南無… 南無…」と吐き捨てて絶命する。
高女（たかじょ）
声 - 田中敦子
壊滅した柳生の庄に戻ってきた十兵衛の前に現れた女性。見た目は人間だが、蛇の様な下半身を持つ。その正体は鬼の一族の1人にして、若き日の十兵衛の父家厳と出会い、十兵衛を生んだ母親。十兵衛の中に眠る鬼の力を目覚めさせると、柳生の庄を襲った信長を倒すように話し、「仁」の玉を授ける。
信長に逆らったということでジュジュドーマに襲われて重傷を負い、「十兵衛…わらわの息子…もっと、いろいろ話したかった…。十兵衛……」と言い遺して十兵衛の眼前で絶命する。しかし、その後も霊になって十兵衛を見守り、鬼ヶ島にて十兵衛を助けようと奮闘していたオユウの前に姿を現す。
明智左馬介秀満
『2』ではゲーム中に手に入る書物の中で、幻魔王フォーティンブラスを倒した伝説の鬼武者として名前のみ登場する。作中に収録されている『3』の次回予告では後ろ姿のみ登場し、地面に突き立っている毘沙門剣を握る。

### 幻魔の勢力
織田信長
声 - 大塚明夫
39歳。天性の頭脳やカリスマ性に加え、自らの血と幻魔の血が混ざり合った結果、突然変異的な幻魔をも凌駕する力を振るうようになり、フォーティンブラスの死に混乱する幻魔たちを束ね自らが幻魔王となる。柳生の庄を焼き払い、一族を女子供問わず皆殺しにするなど、幻魔王となってからは冷酷で残忍な振る舞いを行うようになる。今庄の金山で集めた金を材料に黄金魔神像を造り、そこから発する洗脳の念波で人間の支配を目論む。岐阜城での決戦では真鬼武者に覚醒した柳生十兵衛との戦いに敗れるも、必ず蘇り野望を果たすと宣言した。
黄金魔神像
最終ボス。今庄金山から採掘された金で作られた像で、織田軍がそれまでの殺戮で生み出した無数の怨念を動力源とし、信長を崇拝するように洗脳する波動を発生させる装置。十兵衛に敗れた信長が自らの魂を移した後は驚異的な戦闘兵器として十兵衛に襲い掛かってきたが、真鬼武者へ覚醒した十兵衛に破壊される。
炎や毒ガスの面、頭部の両目から放つレーザー、宙を舞い直接ぶつかってくる面などで攻撃してくる。
ギンガムファッツ
声 - 穂積隆信
金山採掘作業のお目付け役として派遣された高等幻魔。筋骨隆々とした上半身に四足の下半身を持つ。十兵衛いわく「筋肉野郎」。知能はさほど感じられないが、かなりの怪力を誇り、高い瞬発力を持つ。武器はつるはしで、その攻撃が地面に当たるとたまに金塊が掘り起こされる。ジュジュドーマとは犬猿の仲であるが、口論ではまるで勝てない。
オユウを追って金山に入って来た十兵衛と戦うが、必ず蘇ると言い遺して倒される。
ギンガムファッツ・改
声 - 穂積隆信
金山で十兵衛によって倒された後、ギルデンスタンの改造手術によって復活したもの。以前よりも力・瞬発力共に飛躍的に向上している。武器は巨大な斧に持ち替えている。
霧隠れの谷の森の中でジュジュドーマに代わり十兵衛と再戦するも、再び蘇ると言い遺して再度倒される。
ギンガムファッツ・極
声 - 穂積隆信
二度目の敗北を受けた後に、さらなる改造を受けたもの。翼の生えた上半身と下半身を分離することが可能になった。武器は「勇」の玉を埋め込んだハンマーに持ち替えている。
岐阜城に隣接する幻魔塔にて十兵衛に三度目の戦いを挑む。ルートによっては十兵衛に助太刀したオユウを助けようとしたコタロウに致命傷を負わせる。最期は翼を失い炎の中に落ちそうになったところを下半身に助けてもらおうとするも叶わず共に落ちるか、孫市ルートでは孫市に国崩しを放たれ後ずさりするも逃れきれず消滅する。

ジュジュドーマ
声 - 谷育子
狡猾な頭脳と暴力的な強さを兼ね備えた醜悪な女の高等幻魔。自分の美貌（自称）に絶対の自信を持ち、化粧などに余念が無い。この世の男は全て自分の食い物と見なしている。信長に恋心を抱いて以来、彼に楯突く者には容赦が無く、十兵衛の実の母・高女を殺害した後、「ひと足遅かったわいな、十兵衛。」と笑いを上げて退散する。「和」の玉をハンドバッグにあしらう。
相手をいたぶる陰険な戦いを好むが、ひとたび怒りに身をまかせた後は、武器である特製の傘「大潮」と、刃がついたハンドバッグを用いて執拗な攻撃を行う。また、口から桜吹雪のような妖力を吹き出して攻撃することができる。
霧隠れの谷の地下で十兵衛に敗れ、信長の肖像画に投げキッスをして肖像画に手をかけたまま息絶える。その死を見届けた十兵衛は「これで世の男たちは一安心だぜ」と吐き捨てた。
ゴーガンダンテス
声 - 浜田賢二
自他共に認める幻魔界最高の剣士。騎士道を重んじる性格で、趣味は名乗りを挙げることと大袈裟な決めポーズをすること（十兵衛は「よく恥ずかしくないな」と皮肉っていた）。言動の全てが芝居がかっているが、その実力は本物で、舞うような剣術と身のこなし、そして鉄壁の防御術は何者にも付け入る隙を与えない。鬼の一族の重要拠点である鬼ヶ島の彼による制圧は、人間たちに桃太郎伝説として語り継がれている。「礼」の玉を持つ。武器はフォーティンブラスから授かった幻魔刀「鬼殺し」。
岐阜城地下での十兵衛との初戦では、オユウの助けで逃走した十兵衛を「もっと強くならないと相手になりません」と言い放った。鬼ヶ島入り口での二戦目の戦いでも、苦境に陥った十兵衛が再びオユウに助けられたことで興が覚め、笑いを上げてその場を退散する。鬼ヶ島機関部での三度目の決戦では十兵衛に「破魔の笛」で防御術を打ち消されたことで敗れる（なお、破魔の笛を使わずに倒すことも可能）。今際の際には十兵衛に自分の名前を呼んでもらうように頼み、それに応えた十兵衛も「幻魔界最高の剣士」と評するなど、両者の間には奇妙な友情が芽生えていた。
木下藤吉郎
声 - 大川透
出世した証としてビロードのついた洋服を着ている。岐阜城と鬼ヶ島で十兵衛たちの行く手を遮る。孫市と交代できる場合は幻魔洞で十兵衛を石化させて無力化することに成功する。鬼の血を引く十兵衛を利用して鬼ヶ島に眠る飛空艇「鬼玄武」を奪取、小谷城への攻撃を敢行するも、十兵衛に奪い返されて脱出する。しかし事前に鬼玄武に爆弾を仕掛けており、自身の脱出直後に作動させた。

## 開発
本作は『鬼武者』が完成していなかった（スタッフ、現場共に別々だった）時から製作開始された。2001年6月には制作中であることが発表された。
柳生十兵衛のモデルに松田優作を採用するため、遺族に許可を得ようとしたところ妻の松田美由紀に難色を示されたが、息子の松田龍平、松田翔太は『鬼武者』を知っていたため、快く許可が得られた。2001年6月の制作発表時にプロデューサーの稲船敬二は松田優作を起用した理由として、ゲームに対する理解を持ち、かつ前作主人公のモデルの金城武を超える人物が見当たらない点や稲船ら当時30歳代の人間にとってヒーローかつ存在感のある人物を考慮した結果であると語っている。また2001年10月27日に東京の渋谷で開催された「東京国際ファンタスティック映画祭 蘇える最も危険な男 松田優作13回忌」において稲船は、リアルタイムで松田優作を見ていない当時20歳代前後の人に松田優作を見てほしい点やゲーム内での表現の確認を松田美由紀にしてもらっている点を語っている。またクリア特典のミニゲームの基となる映像も同映画祭内で公開され、その映像内の台詞は松田優作が主演したテレビドラマ『探偵物語』風であり、会場からは喝采された。
なお前作主人公の明智左馬介に関して、稲船は本作での登場を否定しなかったが、結果的には名前のみの登場となった。
グラフィックは前作同様に背景はプリレンダリングが採用された。稲船は黒澤明の映画『七人の侍』をモチーフにして雨の場面を用意し、プリレンダリングされた動かない背景の中、いかにも動いているかのように表現することに注力した。
CGに関しては、前作では合戦場面において人と馬が合成されていたため違和感があったが、本作では馬に乗った武将全てをキャプチャーすることで違和感を払拭した。またCGムービーを担当した金田龍は、松田優作らしさを印象づけるため走る場面をクローズアップさせた。
キャラクターデザインを担当した雨宮慶太は、戦国時代の持つ極彩色をイメージしつつ、今まで自分の作品では用いなかった色彩を使用し、衣装の素材に関しては時代考証をしつつも、着用の仕方で個性を出した。
音楽を担当した岩代太郎は作曲の際、本作舞台の「和」を意識することなく、各キャラクターごとにテーマ曲を作成した後、全体を仕上げていった。
シナリオは前作に続き杉村升が担当し、前作と異なりサブキャラクターを用いたドラマ性に焦点を当てた。なおサブキャラクターの一人は開発途中で採用されなくなったことが2002年2月13日の完成プレス発表会で明かされた。
CMには松田龍平が採用され、監督は豊田利晃が担当、2002年2月15日から放映開始された。
こうして完成した本作は2002年2月13日の完成プレス発表会および同年2月25日から3月10日、東京銀座のソニービルにおける発売記念イベントで来場者によって試遊された。

### 制作スタッフ
- プロデューサー：稲船敬二（株式会社カプコン）
- CGムービープロデューサー：倉澤幹隆（株式会社ロボット）
- CGムービーディレクター：金田龍（映画監督）
- CGディレクター：岩本晶
- CGスーパーバイザー：野口光一
- キャラクターデザイン：雨宮慶太（有限会社CROWD）
- プレイヤーモーションデザイナー：竹内潤
- パブリシティーデザイン：池野大悟
- モーションキャプチャー・アクションコーディネーター：葉多剣治
- モーションキャプチャー・アクター：島津健太郎
- モーションキャプチャー演出：三ツ村鐵治
- 絵巻制作：野口竜
- 音楽：岩代太郎、奥河英樹、堀山俊彦（作曲家）
- 音楽総指揮：岩代太郎
- サウンドコーディネート：小野義徳
- サウンドエフェクト：柴崎憲治
- シナリオ：杉村升、曽田博久、吉田伸、宮城季詩子、株式会社フラグシップ
- キャスティング協力：辻理（株式会社フラグシップ）
- 監督：江城元秀

## 評価
第6回CESA GAME AWARDSの「GAME AWARDS 2001-2002」において優秀賞を受賞した。

## 関連商品
- 『鬼武者2 オリジナル・サウンドトラック』カプコン（セルピュータ レーベル）、2002年3月20日
- 『鬼武者2 オーケストラアルバム 岩代太郎セレクション』カプコン（セルピュータ レーベル）、2002年4月24日
  - 『鬼武者2』の作曲をした岩代太郎は自分の作曲に不満があり、本作にて作曲し直した[24]。
- 『鬼武者2 最速攻略本 FOR BEGINNERS』デジキューブ、2002年3月6日、ISBN 4887870302
- 『鬼武者2 最速オフィシャルガイド』カプコン、2002年3月8日、JAN 4976219708104
- 『鬼武者2 完全攻略・秘伝ノ書』（講談社ゲームBOOKS）、講談社、2002年3月25日、ISBN 4063396541
- 『鬼武者2 解体真書』カプコン、2002年4月1日、ISBN 4757708505
- 『Making of Game Graphics vol.2 鬼武者2』CGWORLD別冊、ワークスコーポレーション、2002年8月10日
- 『鬼武者2 公式攻略DVD』（CAPCOM完璧攻略シリーズ）、2002年、双葉社、ISBN 4575163147
- 『ゲームの神様が舞い降りるとき 「鬼武者2」「クロックタワー3」のデザイン』雨宮慶太、2004年5月20日、講談社、ISBN 4062124114

## 関連作品
- 『鬼武者2 奪還!封魔の三器』（南原順著、雨宮慶太挿画、2002年3月31日、二見書房、ISBN 4576020463）
  - 『鬼武者2』と『鬼武者3』の中間の時系列を描いた小説作品。